# Will Dissly
Will Dissly (Bozeman, 8 giugno 1996) è un giocatore di football americano statunitense che milita nel ruolo di tight end per i Los Angeles Chargers della National Football League (NFL).

## Carriera

### Seattle Seahawks
Al college Dissly giocò a football con i Washington Huskies dal 2014 al 2017. Fu scelto nel corso del quarto giro (120º assoluto) del Draft NFL 2018 dai Seattle Seahawks.  Debuttò come professionista partendo come titolare nella gara del primo turno contro i Denver Broncos ricevendo 3 passaggi per 105 yard e il suo primo touchdown dal quarterback Russell Wilson. Nel quarto turno la promettente stagione di Dissly giunse a conclusione a causa della rottura di un tendine nella gara esterna contro gli Arizona Cardinals.
Tornato in campo nella stagione 2019, nel secondo turno Dissly segnò due touchdown nella vittoria esterna sui Pittsburgh Steelers. Nel sesto turno la sfortuna tornò ad accanirsi sul giocatore che si ruppe il tendine d'Achille, perdendo nuovamente il resto dell'annata. Fino a quel momento Dissly stava guidando tutti i tight end della lega con 4 touchdown.
Il 14 marzo 2022 Dissly firmò con i Seahawks un rinnovo triennale del valore di 24 milioni di dollari. Nella settimana 1 guidò i Seahawks con 43 yard ricevute e un touchdown nella vittoria sui favoriti Denver Broncos. Nell'ottavo turno fu premiato come giocatore degli special team della NFC della settimana dopo avere forzato un fumble e recuperatone un altro nella vittoria sui New York Giants.
Il 5 marzo 2024 Dissly fu svincolato.

### Los Angeles Chargers
L'11 marzo 2024 Dissly firmò con i Los Angeles Chargers un contratto triennale del valore di 14 milioni di dollari.

## Palmarès
- Giocatore degli special team della NFC della settimana: 1

8ª del 2022